# نباتة بن حنظلة الكلابي
نباتة بن حنظلة الكلابي، ينتهي نسبة إلى بني كلاب من هوازن، أحد قادة مروان بن محمد والدولة الأموية في آخر عهدها، قتل على يد العباسيين في خراسان. وكان شهد يوم المنجنيق على الكعبة مع الحجاج بن يوسف.
كان يزيد بن عمر بن هبيرة والي العراق لاخر خلفاء الأمويين مروان بن محمد قد بعث نباتة بن حنظلة إلى جرجان واليا عليها ولكي يقاتل انصار الدعوة العباسية في خراسان بدم مافشل والي خراسان نصر بن سيار الكناني بإخماد ثورتهم
وعندما وصل نباتة بن حنظلة الكلابي إلى نصر بن سيار أتى فارس وأصفهان، ثم سار إلى الري، ومضى إلى جرجان، ولم ينضم نباتة إلى نصر بن سيار، فقالت القيسية لنصر: لاتحملنا قومس، فتحولوا إلى جرجان وخندق نباتة، فكان إذا وقع الخندق في دار قوم رشوه فأخره، فكان خندقه نحوا من فرسخ.
وحينما قدم قحطبة بن شبيب أحد دعاة العباسيين وقادتهم لقتالة نزل قحطبة بإزاء نباتة بن حنظلة وأهل الشام .
فالتقوا في مستهل ذي الحجة عام 130هـ في يوم الجمعة وصبر بعضهم لبعض ووقع قتال شديد بينهم حتى قتل نباتة بن حنظلة وانهزم أهل الشام فقتل منهم عشرة آلاف وبعث قحطبة إلى أبي مسلم الخراساني برأس نباتة وابنه حية بن نباتة بن حنظلة .